# スザンナ・アニェッリ
スザンナ・アニェッリ（Susanna Agnelli、1922年4月24日 - 2009年5月15日）は、アニェッリ家の著名なメンバーの一人であるトリノ出身のイタリアの政治家。長年モンテ・アルジェンターリオの市長を務め、ディー二政権下ではイタリア初の女性の外務大臣を務めた。また、市長在職中にイタリア元老院議員や欧州議会議員なども歴任した。

## 生い立ち
1922年4月24日、フィアット創業者のジョヴァンニ・アニェッリ・シニアの一人息子・エドアルド・アニェッリとカルロ・デル・モンテ（サン・ファウスティーノ王子）の娘ヴィルジニア・デル・モンテ王女の次女としてトリノで生まれる。

## 政治
1974年にイタリア共和国トスカーナ州グロッセート県にあるモンテ・アルジェンターリオの市長に選出、以来1984年まで同職を務め政治家としてのキャリアをスタートさせた。
1976年にイタリア共和党の要請を受けイタリア議会に初当選。1979年に欧州議会議員に就任し1981年まで務めた。1983年に再びイタリア議会へ戻り元老院の議員となった。
1995年1月、ランベルト・ディーニ内閣においてイタリア史上初の女性の外務大臣に就任すると翌1996年1月まで在任した。スザンナの次に女性で外務大臣となったのはそれから18年も先の2013年のエンマ・ボニーノの時でした。

## 家族
スザンナはイタリア最大の自動車メーカーであったフィアットの創業家アニェッリ家の出身で、彼女の兄・ジャンニ・アニェッリは早逝した父に代わり1996年まで長きに渡りフィアットのトップを務めた。アニェッリ家は同家の家族投資会社エクソールを通じてフィアット・クライスラー・オートモービルズ（FCA）やユヴェントスFC、CNHインダストリアル、フェラーリ、エコノミストなどを所有している。
夫ウルバーノ・ラタッツィ伯爵との間に生まれた娘の1人、サマリターナ・ラタッツィと作家ヴィットリオ・セルモンティとの間に生まれた息子ピエトロ・セルモンティは俳優。